# Julie Bergan
Julie Bergan (ur. 12 kwietnia 1994 w Skien) – norweska piosenkarka i autorka tekstów.

## Kariera
W 2012 roku nagrała utwór „Supernova” z duetem Cir.Cuz, który osiągnął 5. lokatę na norweskiej VG-Liście. W 2013 roku wzięła udział w Melodi Grand Prix, norweskich eliminacjach do 58. Konkursu Piosenki Eurowizji, jako najmłodsza uczestniczka z piosenką „Give a Little Something Back”, którą napisała z Benem Adamsem i Sarą Skjoldnes. Nie zakwalifikowała się jednak do półfinału w Steinkjer. We wrześniu 2013 roku podpisała kontrakt z Warner Music Norway. Na początku 2014 roku wydała swój pierwszy singel zatytułowany „Younger”.

## Dyskografia

### Single
| Rok                                                      | Singel                                | Pozycje na listach przebojów | Pozycje na listach przebojów | Certyfikat                | Album              |
| Rok                                                      | Singel                                | NOR                          | SWE                          | Certyfikat                | Album              |
| -------------------------------------------------------- | ------------------------------------- | ---------------------------- | ---------------------------- | ------------------------- | ------------------ |
| 2013                                                     | „Undressed” (Julie Bergan & Astrid S) | –                            | –                            | - NOR: platynowa płyta    |                    |
| 2014                                                     | „Younger”                             | –                            | –                            | - NOR: złota płyta        |                    |
| 2014                                                     | „Fire”                                | –                            | –                            |                           |                    |
| 2014                                                     | „Rude”                                | –                            | –                            |                           |                    |
| 2015                                                     | „All Hours”                           | 6                            | –                            | - NOR: 2× platynowa płyta |                    |
| 2016                                                     | „I Kinda Like It”                     | –                            | –                            | - NOR: złota płyta        |                    |
| 2016                                                     | „Arigato”                             | 1                            | 5                            |                           | Turn On the Lights |
| 2017                                                     | „Blackout”                            | 17                           | –                            |                           | Turn On the Lights |
| „–” oznacza, że singel nie był notowany na danej liście. |                                       |                              |                              |                           |                    |

#### Z gościnnym udziałem
| Rok  | Singel                                                            | Pozycje na listach przebojów | Certyfikat                                                   | Album         |
| Rok  | Singel                                                            | NOR                          | Certyfikat                                                   | Album         |
| ---- | ----------------------------------------------------------------- | ---------------------------- | ------------------------------------------------------------ | ------------- |
| 2012 | „Supernova” (Cir.Cuz, gościnnie Julie Bergan)                     | 5                            | - NOR: platynowa płyta - NOR (streaming): 3× platynowa płyta | Vi Er Cir.Cuz |
| 2017 | „Can't Help Myself” (Clairmont, gościnnie Mugisho i Julie Bergan) | –                            |                                                              |               |
| 2018 | „Ignite” (K-391, gościnnie Alan Walker, Julie Bergan i Seungri)   | 1                            |                                                              |               |

### Covery
- 2013: „Undressed” (wspólnie z Astrid S, wykonanie oryginalne: Kim Cesarion)[6]